# Ванье, Жан
Жан Ванье CC GOQ (фр. Jean Vanier, 10 сентября 1928, Женева — 7 мая 2019) — канадский и французский основатель общин-поселений для умственно отсталых людей, называемых «Ковчег», а также движения «Вера и Свет» — общин, в которые входят такие люди, их родители и их друзья.
В молодости Жан Ванье, сын известного дипломата, был офицером морского флота и служил на авианосце. Осознав бесперспективность военных усилий, оставил службу и стал изучать и позже преподавать философию. Позже основал в 1964 г. движения «Ковчег» и в 1971 г. «Вера и свет» (для родителей умственно отсталых детей). Многие называют Ванье также христианским богословом и проповедником. Движения «Ковчег» и «Вера и свет», по словам их основателей, носят экуменический характер, то есть объединяют представителей любых христианских конфессий. По состоянию на начало 2020 года Международная федерация «Ковчег» насчитывала 154 общины в 38 странах, больше всего их во Франции.
Жан Ванье неоднократно посещал Россию и выступал с лекциями.
Первые группы движения «Вера и свет» в России появились в 1990 г. К 2003 году их насчитывалось восемь (шесть в Москве и две в Московской области — в городах Пушкино и Подольск). На январь 2024 года в России насчитывается 14 общин "Вера и Свет" (https://www.vera-i-svet.ru/communities))
Общины «Ковчег» в России так и не были основаны, хотя на протяжении 1990—2000-х гг предпринимались попытки создать поселения, похожие на общины "Ковчег".
.
К опыту Жана Ванье и его общин обращаются многие люди, занятые судьбой особых людей в России.

## Из высказываний и публикаций Жана Ванье
Сейчас мне кажется, что опыт, пережитый мной, полностью изменил меня. Я говорю об опыте общения, встреч и жизни со взрослыми и детьми, которые были очень сильно ранены. Я по-настоящему открыл для себя то, что составляет сердцевину человеческих страданий, — отверженность, чувство совершенного одиночества в этом мире.
Заходишь в детское отделение какой-нибудь больницы и видишь маленьких детей, которые больше не кричат. Они находятся в таком состоянии, что все держат в себе. Они знают, что им никто не ответит на их крик. Молчать им кажется безопаснее, чем кричать и не получать ответа. Любая закрытая больница, любое закрытое учреждение, где содержатся люди — ужасны. Я видел там чудовищно одиноких людей. Отверженных. Думающих, что они никому не нужны…
Каждый из нас где-то внутри чувствует себя одиноким и отверженным. Независимо от того, женаты ли мы, замужем ли, мы все равно чувствуем свою неполноту. Такова природа человека. Однако у всех нас есть и невероятная потребность в любви, в том, чтобы любить и быть любимыми. И эта потребность — основа жизни человека, его спасение….
Когда перед нами человек, страдающий депрессией, то ощущаешь себя, даже становишься убогим. Как же вести себя с таким человеком, когда ты сам убог и впадаешь в депрессию, видя чужую депрессию.
Депрессия — это не постыдная болезнь, которую нужно скрывать от себя и от других… Сердечные язвы — это часть нашей жизни, и никто от них не застрахован.

## Обвинения в злоупотреблениях по отношению к нескольким женщинам
В феврале 2020 года Международная федерация «Ковчег» опубликовала результаты расследования, согласно которым Жан Ванье в период с 1970 по 2005 годы склонил нескольких женщин к интимным отношениям, оправдывая свои поступки духовными и псевдомистическими доводами. Кроме того, выяснилось, что, вопреки своим публичным заявлениям, Ж.Ванье знал о теории, описываемой как «ложная мистика» и вытекающих из неё сексуальных практиках, проводимых Томасом Филиппом – духовным отцом Ванье и вторым основателем «Ковчега», умершим в 1993 году. Однако, опубликованные расследования были проведены частными компаниями, а не официальными правительственными органами той или иной страны. Расследования были финансированы Международной федерацией "Ковчег", т.е., в сущности, организация заказала расследования своей же собственной деятельности частной компании, выступив тем самым обвинителем своего же собственного сотрудника, т.е. Жана Ванье. Ни одного официального судебного расследования данного вопроса в той или иной стране со всеми процедурами дознания и пр., а также реакции Ватикана на настоящий момент не известно.